# Хирсон, Элис
Э́лис Хи́рсон (англ. Alice Hirson; 10 марта 1929, Нью-Йорк, Нью-Йорк — 14 февраля 2025) — американская актриса.

## Карьера
Элис Хирсон снималась в кино с 1969 года. Наиболее известна десятками ролей в различных популярных телесериалах, включая сериал «Тайная жизнь американского подростка», в котором она играла Мимси с 2008 года.

## Личная жизнь
Первый брак Элис с драматургом и сценаристом Роджером О. Хирсоном (1926—2019) окончился разводом после рождения двоих сыновей — Кристофера и Дэвида.
1 января 1980 года, после почти 16-ти лет отношения с актёром Стивеном Эллиотт (1918—2005), Элис вышла за него замуж и они были женаты 25 лет до его смерти 21 мая 2005 года от сердечного приступа в 86-летнем возрасте.
Элис Хирсон скончалась 14 февраля 2025 года в возрасте 95 лет.

## Фильмография
| Год       |   | Русское название                     | Оригинальное название                    | Роль  |
| --------- | - | ------------------------------------ | ---------------------------------------- | ----- |
| 2008—2012 | с | Тайная жизнь американского подростка | The Secret Life of the American Teenager | Мимси |